# Rolieiro-europeu
O Coracias garrulus, comummente conhecido como rolieiro-europeu ou simplesmente rolieiro, é um pássaro tenuirrostro e migratório europeu da família dos coracídeos.

## Etimologia
O nome comum «rolieiro» provém do nome francês rollier, usado para designar a mesma espécie. Este nome francês, por seu turno, provém do alemão roller.
Há duas teses etimológicas, relativas à interpretação da origem do seu nome comum, que tanto pode significar «rolante» como «arrulador». A primeira das quais, afecta ao significado pela via do «rolante», remete para o voo de parada nupcial, do rolieiro, no qual este rola o corpo alternadamente para a esquerda e para a direita. A segunda, afecta ao significado de «arrulador», por seu turno, alude à vocalização do rolieiro, com o sentido sonoro do rufar de um tambor.

## Distribuição geográfica
O Rolieiro é um migrador estival que nidifica no Paleárctico, desde o Noroeste de África e Este da Península Ibérica passando pelo Mediterrâneo até a Oeste dos Himalaias.
Esta espécie encontra-se amplamente distribuída no Leste e Sul do continente europeu, ausentando-se das regiões Centro e Norte do continente.
Enquanto ave migratória, o rolieiro passa o verão na Europa, da Península Ibérica à Turquia. A espécie inverna na região Afrotropical, sobretudo na África Oriental e Sudeste de África.

### Península Ibérica
Na Península ibérica, o rolieiro mostra uma distribuição muito dispersa pelo território, a qual se afigura intimamente ligada ao clima mediterrâneo, privilegiando os espaços na cercania da Meseta do Norte, bem como do Centro, Sul e da faixa costeira da Andaluzia e do Algarve.
O rolieiro, Prefere as áreas abertas, como plantações e pastagens com árvores dispersas. o intervalo de temperatura da sua distribuição na Península varia entre os -8.5°C e os 36.6°C, e o da precipitação entre os 264 mm e os 1842 mm anuais

#### Portugal
Trata-se de uma espécie migradora estival, nidificante em Portugal continental. Exibe uma distribuição sensivelmente fragmentada no território nacional, marcando presença nas regiões do interior do centro e sul do país, principalmente no Baixo Alentejo e no Interior do Algarve.
No entanto, a sua área de distribuição tem-se vindo a cercear significativamente nos últimos anos, de tal modo que actualmente, se trata de uma espécie rara em Portugal, inserindo-se na categoria de espécie em perigo crítico, no que toca ao seu estado de conservação.
São-lhe conhecidos pelo menos três núcleos populacionais principais: em Castro Verde (onde se encontra a Zona de Protecção Especial), a região compreendida entre Vila Fernando e Elvas e na Beira Baixa.  São-lhe conhecidos núcleos nidificantes com populações mais reduzidas nas zonas de Moura, Mourão, Monforte e Cuba do Alentejo. Ocasionalmente, também pode ser avistada no Cabo de São Vicente, no Sudoeste Algarvio, durante a passagem migratória outonal.
De Abril a Agosto, esta espécie encontra-se mais presente nas zonas de criação. No final do Verão, pode avistar-se amiúde em passagem migratória, sendo então observável em zonas onde não nidifica habitualmente, designadamente nas zonas costeiras.

### Habitat
O rolieiro ocorre nas terras baixas, privilegiando as zonas abertas ou semi-abertas (i.e. sem arvoredo ou com árvores dispersas) e soalheiras, tais como prados, estepes, pastagens ou matos pouco densos, privilegiando especialmente os espaços com algumas árvores dispersas e bem desenvolvidas.  Habita também parques, avenidas, pomares, bosques, salgueiros, planícies com árvores dispersas e espinhosas.
O rolieiro-europeu também se pode encontrar, amiúde, em zonas exploração agrícola extensiva, sujeitas ao regime de rotatividade de culturas, com especial destaque para as estepes cerealíferas.
Normalmente evita desertos, semi-desertos, pastagens sem árvores, culturas intensivas e não mostra ter qualquer ligação a água, podendo, no entanto, habitar em árvores do género Populus ou outras, que se encontrem a margear as galerias ripícolas. Fora da época de nidificação, os rolieiros estabelecem dormitórios comuns. Durante o dia descansam em ramos salientes, postes, fios eléctricos ou telefónicos, ou quaisquer outros pontos altos e isolados que lhes possam servir de poleiro.

#### Nidificação
Esta espécie nidifica em bancos de areia, em fissuras ou reentrâncias de edifícios devolutos, em brechas em rochas e fragas, em ninhos abandonados de pica-paus, sejam eles os pretos (Drycopus martius) ou os verdes (Picus viridis). Também pode fazer os seus próprios ninhos em árvores, nesse caso, o rolieiro prefere árvores do género Quercus ou pinheiros da espécie Pinus sylvestris, onde possa encontrar cavidades para nidificar.  Pode inclusive voltar a ocupar ninhos por si abandonados, de um ano para o outro.
Muitas vezes, à mingua de cavidades preexistentes, o rolieiro pode criar em buracos, tanto em árvores como em barreiras e ruínas.

## Descrição

### Aparência
É uma das espécies de aves mais coloridas da avifauna portuguesa, ombreando com o abelharuco e o guarda-rios. Tem a cabeça, o peito e o ventre de coloração azul-turqueza ou azul-esverdeada, contrastando com o dorso castanho-avermelhado ou castanho-alaranjado.
Trata-se de uma ave de médio porte, cujo corpo pode medir até cerca de 30 a 32 cm de comprimento. A cabeça é grande, destacando-se, proporcionalmente, em relação ao corpo. Conta com um bico é negro e robusto, de ponta ligeiramente recurva, voltada para baixo.
O rolieiro tem asas que podem medir de 52 a 58 centímetros de comprimento. Estas assumem uma coloração azul-turquesa, destacando-se a coloração azul-violeta das penas de cobertura, nos ombros, visível, sobretudo, durante o voo. No que toca às rémiges, estavas afiguram-se de cor negra na face superior e azul-violeta na face inferior.
Os espécimes juvenis têm uma plumagem em tons esbatidos de castanho-claro

### Dieta
O rolieiro procura alimento a partir de poleiros em árvores, postes, fios, etc., em solos que proporcionem pouca cobertura às presas, portanto, sem ou com pouca vegetação ou com vegetação rasteira.
Enquanto ave insectívora, alimenta-se, principalmente, de grandes insectos artrópodes, como  gafanhotos, escaravelhos e escorpiões, sendo certo que também se pode alimentar de pequenos vertebrados.

### Reprodução
Nidificam no mês de maio, durante o verão europeu, em ocos de árvores, onde de 4 a 7 ovos totalmente brancos são postos. Após 19 dias os filhotes nascem. Ambos pais cuidam da cria. Com 28 dias, os passarinhos já estão aptos para o voo.

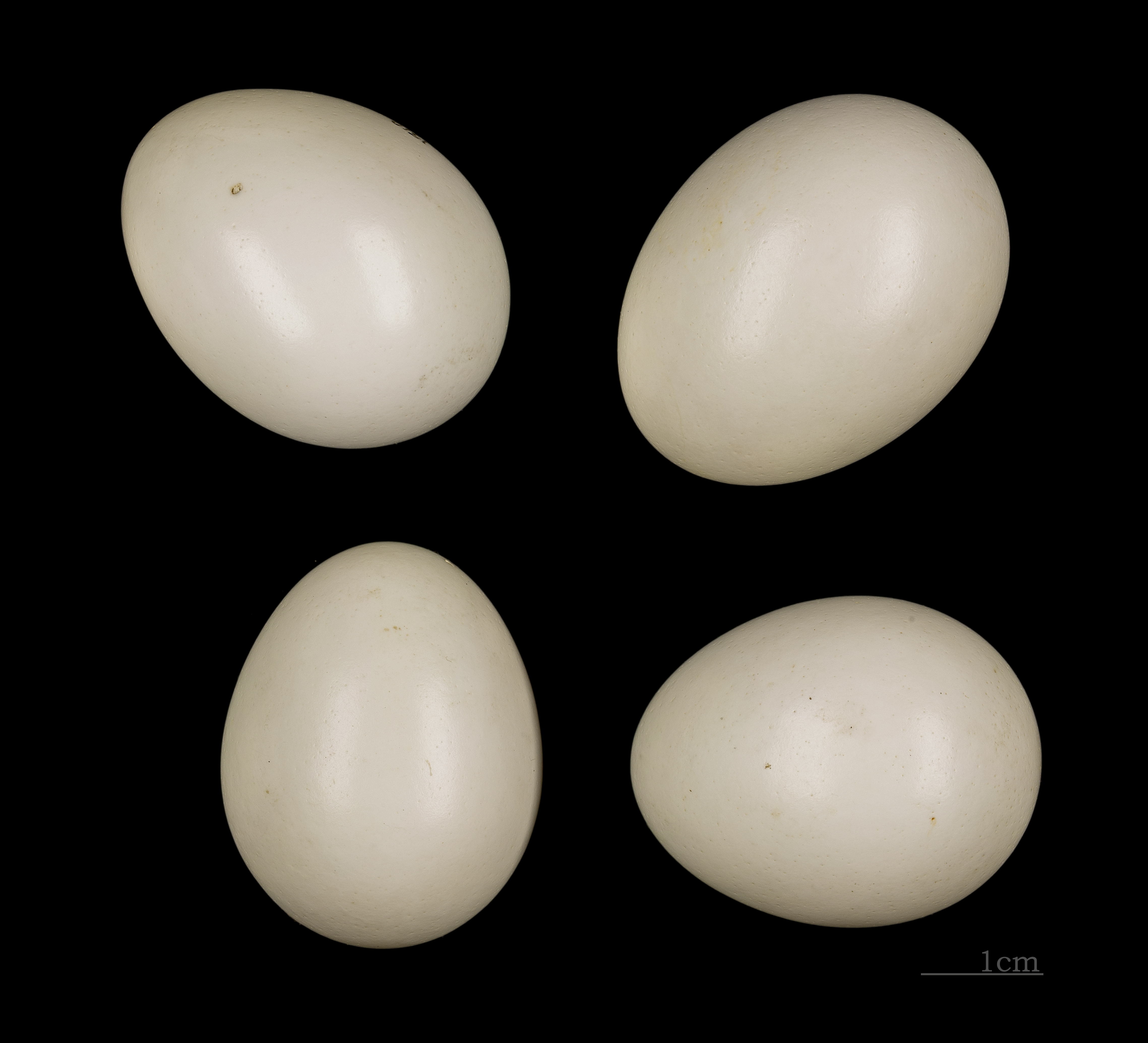
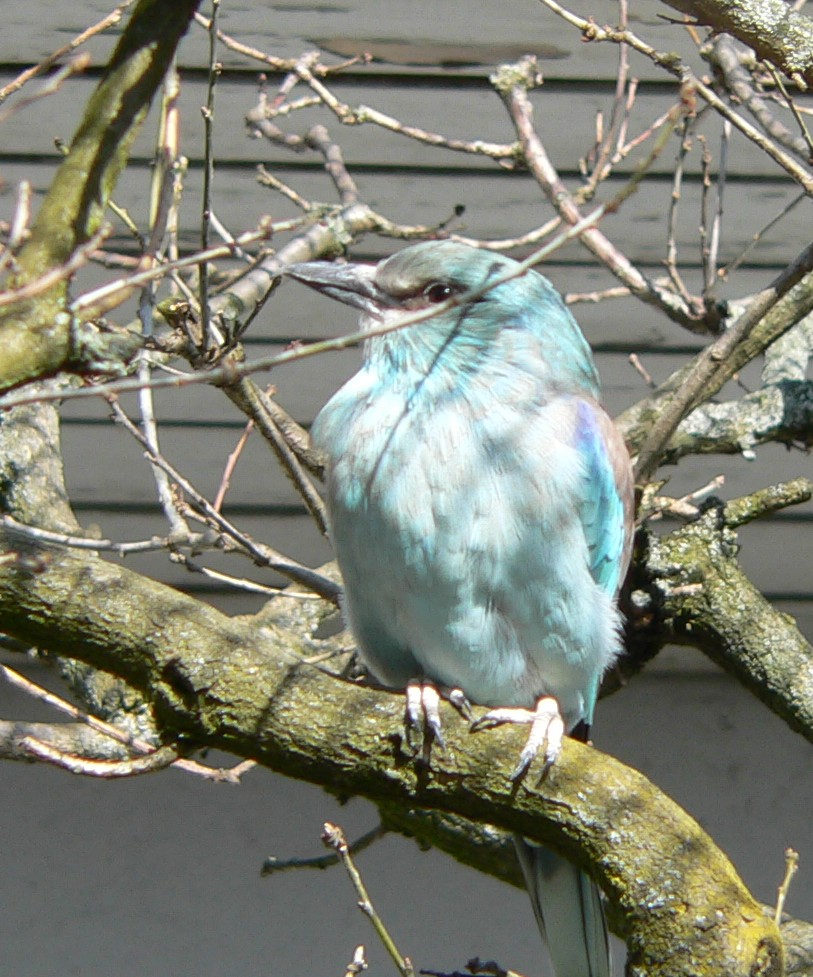
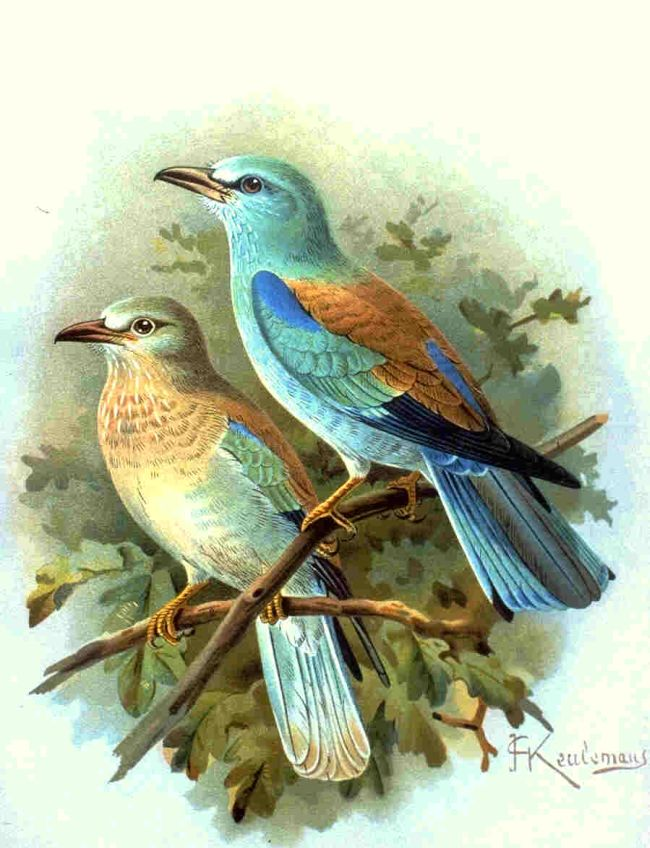

## Estatuto de Conservação e legislação
Sendo certo que, globalmente, esta espécie goza de um estatuto de conservação de categoria de espécie pouco preocupante, em Portugal, o rolieiro está assinalado como uma espécie criticamente em perigo e em Espanha está assinalada como espécie vulnerável.

### Protecção legal
O rolieiro goza de protecção legal, em Portugal, prevista nos seguintes diplomas legais:
- Decreto-Lei nº 140/99 de 24 de Abril,[14] que criou a Rede Natura 2000 e que resultou da transposição da Directiva Aves 79/409/CEE de 2 de Abril de 1979.
- DL n.º 38/2021, de 31 de Maio, que estipula o regulamento da Protecção e Conservação da Flora e da Fauna Selvagens[15]